# Pericoma bunae
Pericoma bunae és una espècie de dípter pertanyent a la família dels psicòdids present als territoris de l'antiga República Federal Socialista de Iugoslàvia i Turquia.